# Готлиб, Эммануил Давидович
Эммануил Давидович Готлиб (укр. Еммануїл Давидович Готліб; 1908, Кременчуг — 1991, Харьков) — советский военнослужащий, участник Великой Отечественной войны, Герой Советского Союза, заместитель командира 1336-го стрелкового полка 319-й стрелковой дивизии 22-й армии 2-го Прибалтийского фронта, майор.

## Биография
Родился 12 ноября (25 ноября по новому стилю) 1908 года в городе Кременчуг, ныне Полтавской области Украины, в семье рабочего. Еврей.
Окончил семь классов средней школы. Работал на Днепропетровском металлургическом заводе имени В. И. Ленина. В 1929 году был направлен в село Кустогрызово Херсонской области, где его избрали председателем колхоза. Член ВКП(б)/КПСС с 1931 года.
В 1930 году был призван в ряды Красной Армии. В 1937 году окончил Хабаровское военно-политическое училище. Участвовал в боях у озера Хасан в 1938 году, где был награждён медалью «За боевые заслуги». В боях Великой Отечественной войны с ноября 1942 года. Воевал на Северо-Западном и 2-м Прибалтийском фронтах.
Летом 1944 года войска 2-го Прибалтийского фронта вели наступательные операции по освобождению Белоруссии и Латвии. 8 июля 1944 года заместитель командира 1336-го стрелкового полка майор Э. Д. Готлиб получил задание силами 42-го Отдельного артиллерийского штабного резерва прорвать оборону врага в районе реки Нещедра и захватить село Ковали Россонского района Витебской области.
Несмотря на то, что артиллерия отстала на марше, рота под командованием Эммануила Готлиба атаковала позиции противника. Враг был ошеломлён действиями смельчаков и не смог организовать сопротивление. Наши воины ворвались в первую, а затем и во вторую линию траншей гитлеровцев. Село Ковали было освобождено. Пытаясь вернуть потерянные позиции, фашисты бросили против группы Готлиба два батальона пехоты, три танка и пять самоходных орудий. Шестнадцать раз фашисты контратаковали позиции наших воинов. Э. Д. Готлиб хорошо организовал оборону, умело руководил боем. Фашисты потеряли около 700 солдат и офицеров, шесть станковых пулемётов, орудия, две самоходные установки «Фердинанд». В тяжёлые минуты боя майор Готлиб трижды ложился за пулемёт и отражал контратаки.
6—7 августа 1944 года Э. Д. Готлиб руководил операцией при форсировании реки Одзе в Латвии. Он повёл в атаку 8-ю стрелковую роту, сбил заслон противника. Гитлеровцы пытались взорвать мост через реку, чтобы задержать наступление наших войск. Увидев это, Готлиб кинулся к мосту, бросил гранату: два фашиста были убиты, а два ранены. Но шнур фугаса уже горел. Рискуя жизнью, бесстрашный офицер схватил шнур и перегрыз его зубами. Переправа осталась неповреждённой. Наступление советских войск продолжалось.
8 августа 1944 года майор Э. Д. Готлиб принимал участие в боях за освобождение города Крустпилс в Латвии, который гитлеровцы превратили в сильный опорный пункт. Дорогу атакующим подразделениям преградили пулемёты противника. Э. Д. Готлиб решил обойти город с левого фланга и уничтожить огневые точки. Обходным манёвром майор со своими бойцами проник в юго-западную часть города, в дом, откуда вели непрерывный огонь два пулемёта. По водосточной канаве Э. Д. Готлиб подполз к подвалу и бросил туда связку гранат. Пулемёты умолкли. В боях за город Э. Д. Готлиб был контужен и ранен.
Большую отвагу проявил майор Э. Д. Готлиб и 10 августа 1944 года во время форсирования реки Айвиексте в Латвии. Под непрерывным артиллерийским и пулемётным огнём он организовал переправу через водную преграду личного состава и оружия. На середине реки раненый пулемётчик начал тонуть. Э. Д. Готлиб, не мешкая, кинулся в воду, спас бойца и его оружие. После успешного форсирования реки начались ожесточённые бои за удержание захваченного плацдарма. Наши воины отражали одну контратаку за другой. Э. Д. Готлиб организовал оборону и сам из ручного пулемёта расстреливал врага. Во время шестой контратаки он был тяжело ранен, но не оставил поля боя. Истекая кровью, Э. Д. Готлиб стрелял, пока враг не отступил. Его нашли возле разбитого пулемёта без сознания. Плацдарм на западном берегу реки был удержан.
До 1959 года полковник Э. Д. Готлиб продолжал службу в Советской Армии. После увольнения в запас жил в городе Харькове. Работал заместителем директора Украинского научно-исследовательского института почвоведения и агрохимии.
Умер 6 мая 1991 года. Похоронен на кладбище № 2 в Харькове.

## Память
- В Кременчуге Герою установлена мемориальная доска[1].
- В Харькове на доме (ул. Данилевского, 22), где жил Готлиб, также установлена памятная доска, надпись на которой гласит: «В этом доме с 1952 г. по 1990 г. жил Герой Советского Союза Готлиб Эммануил Давыдович»[2].

## Награды
- Указом Президиума Верховного Совета СССР от 24 марта 1945 года за мужество и героизм, проявленные в боях против немецко-фашистских захватчиков майору Готлибу Эммануилу Давидовичу присвоено звание Героя Советского Союза с вручением ордена Ленина и медали «Золотая Звезда» (№ 5470).
- Также награждён ещё одним орденом Ленина, орденами Красного Знамени, Суворова 3-й степени, Отечественной войны 1-й степени, Красной Звезды и медалями, в числе которых медаль «За боевые заслуги».